# Snurr-skivan
Snurr-skivan var ett skivmärke, en underetikett till Karusell som i samarbete med Almqvist & Wiksell gav ut roliga och pedagogiska barnskivor på LP, singel och EP troligtvis mellan 1955 och 1969 (årtal står nämligen inte på vissa EP-skivor). 
Snurr-skivan spelade oftast in visor och berättelser av Gullan Bornemark, Alice Tegnér och Astrid Lindgren.
Inspelningarna kom att återutges, främst på LP, fram till 1980.

## Utgivning

### EP-skivor
- 201 Krakel Spektakel med Lars Ekborg
- 202 Musikbussen, berättare Åke Ohberg och Lilian Runestam
- 203 Maskeradbalen och andra visor med Lars Ekborg m fl
- 204 Krakel Spektakels julafton med Lars Ekborg, Yvonne Lombard mfl
- 205 Det var så roligt, jag måste skratta
- 206 Askungen
- 207 Mästerkatten
- 208 Pannkaksmåne (Krakel Spektakel)
- 209 Här kommer Kasper
- 210 I gröna skogen William Clauson sjunger barnvisor
- 211 Prästens lilla kråka
- 212 Den flygande trumman 1, 2 Lennart Hellsing
- 213 Den flygande trumman 3,4  Lennart Hellsing
- 214 Stora juldansen med Sigge Fürst och barn från Nacka Musikskola
- 215 Stora juldansen 2 med Sigge Fürst och barn från Nacka Musikskola
- 216 Hans och Greta med Hans Lindgren
- 217 Törnrosa med Anita Björk
- 218 Stadsmusikanterna med Claes Thelander
- 219 Muminvinter av Tove Jansson med Ingvar Kjellson
- 220 Rida ranka med Yvonne Lombard
- 221 Mors lilla Olle, 12 visor av Alice Tegnér framförda av Astrid Söderbaum, Lars Lennartsson, Solveig Linnér till Gunnar Hahns orkester
- 222 Wia wua wampa med astrid Söderbaum mfl
- 223 Dalahästen med Solveig Linnér
- 224 Gubben Noak med William Clauson
- 225 Tre brokiga grisar med William Clauson
- 226 Per Spelman med William Clauson
- 227 Hej tomtegubbar med Thord Andersson
- 228 Så kul: Alice Babs sjunger för barnen
- 229 På låtsas med Alice Babs
- 230 Ha ha ha med Alice Babs
- 231 Ekorren med Alice Babs med barnen Lilleba, Titti och Lasse
- 232 Sånger till Sniff med Alice Babs
- 233 Kusin Vitamins visor Astrid Söderbaum
- 234 Ingen rövare finns i skogen med Jörgen Lindström
- 235 Nils Karlsson pyssling med Jörgen Lindström
- 236 Kungens lilla piga med Ulla-Greta Hansén
- 237 Josefin med Lars Lennartsson
- 238 ABC-skivan med Roland Bengtsson
- 239 Gubben i lådan med Gullan Bornemark, Eva Bornemark och Sven Bornemark
- 240 Gumman i lådan med Gullan Bornemark, Eva Bornemark och Sven Bornemark
- 241 Hallå hallå med Gullan Bornemark, Eva Bornemark och Sven Bornemark
- 242 Sjörövarskiva med Per Myrberg
- 243 Musseri mussera med Gullan Bornemark, Eva Bornemark, Sven Bornemark och Jörgen Bornemark
- 244 Herr Gårman med Gullan Bornemark
- 246 Jag heter Ann-Charlott med Ann-Charlott Aourell
- 247 Månstegen med Gullan Bornemark
- 248
- 249
- 250

### Den sjungande fågelboken
- 301 När tjäder och orre spelar med Jan Lindblad
- 302 Trandans och trastsång med Jan Lindblad
- 303 När göken gal med Jan Lindblad
- 304 Näktergal och kungsfiskare med Jan Lindblad
- 305 I rördrommens vass med Jan Lindblad
- 306 Hos hämpling och törnsångare med Jan Lindblad
- 307 När sångsvanen sjunger med Jan Lindblad
- 308 Hos rödhake och grönsiska med Jan Lindblad
- 309 Fåglar i sommarnatten med Jan Lindblad
- 310 Från uvberg och ugglemarker med Jan Lindblad
- 311 Rovfåglar med Jan Lindblad
- 312 Hos lommar och spettar med Jan Lindblad
- 313 När staren kommer med Jan Lindblad